# Menhit
Menhit (hon som massakrerar) är en krigsgudinna i egyptisk mytologi.  Hon porträtterades som ett lejon. Menhit var gift med Khnum och mor till Hike.